# هوراس بريستول
هوراس بريستول (بالإنجليزية: Horace Bristol)‏ هو مصور حربي ‏ ومصور أمريكي، ولد في 16 نوفمبر 1908 في ويتير في الولايات المتحدة، وتوفي في 4 أغسطس 1997 في أوجي في الولايات المتحدة.

## وصلات خارجية
- الموقع الرسمي
- هوراس بريستول على موقع ديسكوغز (الإنجليزية)